# Craignure
Craignure est un village situé sur l'île de Mull dans l'Argyll and Bute, en Écosse. Le village possède le principal port de ferry de l'île permettant la liaison avec Oban.